# Просјек (Липтовски Микулаш)
Просјек (слч. Prosiek) насељено је мјесто са административним статусом сеоске општине (слч. obec) у округу Липтовски Микулаш, у Жилинском крају, Словачка Република.

## Становништво
| Година:    | 1994. | 2004.   | 2014.   | 2024.    |
| ---------- | ----- | ------- | ------- | -------- |
| Број људи: | 205   | 192     | 194     | 244      |
| Разлика:   |       | -6,34 % | +1,04 % | +25,77 % |

| Година:    | 2023. | 2024.   |
| ---------- | ----- | ------- |
| Број људи: | 238   | 244     |
| Разлика:   |       | +2,52 % |

Према подацима о броју становника из 2011. године насеље је имало 196 становника.